# Zastawie (Biniątki)
Zastawie – część wsi Biniątki w Polsce, położona w województwie świętokrzyskim, w powiecie buskim, w gminie Busko-Zdrój.
W latach 1975–1998 Zastawie administracyjnie należało do województwa kieleckiego.